# 형님먼저 아우먼저
"형님먼저 아우먼저"는 1980년에 개봉한 대한민국의 영화이다.

## 캐스팅
- 배삼룡: 최 노인 역
- 구봉서: 병구 역
- 이기동
- 배연정: 박 여사 역
- 서영춘: 병식 역
- 전숙: 병구 부인 역
- 정애자: 상미 역
- 손창호: 영일 역
- 이승현: 영수 역
- 배일집: 성태 역
- 홍윤정: 순옥 역
- 김화란: 혜란 역
- 현경희: 은주 역
- 이헌영: 복순 역